# Debi Gliori
Debi Gliori (* 1959 in Glasgow) ist eine schottische Autorin und Illustratorin der Kinder- und Jugendliteratur.

## Leben
Sie studierte von 1979 bis 1984 Kunst in Edinburgh und erhielt ein Stipendium für einen Studienaufenthalt in Mailand. Bereits 1976 begann Gliori mit dem Schreiben von Kinderbüchern. Seit 1984 ist sie freiberuflich tätig. Sie verfasste und illustrierte zahlreiche Bilderbücher und wurde u. a. mit der Bilderbuch-Serie um Mr. Bear bekannt.
2001 veröffentlichte sie ihren ersten Kinderroman Pure Dead Magic (deutsch: Voll fies verzaubert), der sich durch den typisch britischen Humor auszeichnet.
Sie lebt mit ihrem Mann und ihren fünf Kindern in Schottland.

## Werke

### Illustrationen
- Roger McGough: The Oxford ABC picture dictionary. Oxford University Press, 1990
- Sue Stops: Dulcie Dando (dt. Dulcie Dando. Übersetzt von Abraham Teuter. Alibaba-Verlag, 1991, ISBN 3-922723-82-9)
- Sue Stops: Dulcie Dando, Soccer Star (1992)
- Sue Stops: Dulcie Dando disco dancer (dt. Dulcie tanzt nicht – oder doch? Übersetzt von Nina Schindler. Alibaba-Verlag, 1993, ISBN 3-86042-125-5)
- Penelope Lively: Goldilocks and the Three Bears. Hodder Wayland, 1997, ISBN 978-0-7500-2030-5
- Joyce Dunbar: Tell me something happy before I go to sleep (dt. Erzähl mir was Liebes, damit ich gut schlafen kann. Übersetzt von Regina Zwerger. Betz Verlag, 1998, ISBN 3-219-10752-4)
- Joyce Dunbar: The very small (dt. Bärenkind hilft seinem Freund. Übersetzt von Regina Zwerger. Betz Verlag, 2000, ISBN 3-219-10845-8)
- Joye Dunbar: Tell Me What It's Like to Be Big (dt. Wie ist das, wenn ich groß bin? Übersetzt von Jutta Treiber. Betz Verlag, 2002, ISBN 3-219-11001-0)
- Alan Durant: Always and Forever (dt. Für immer und ewig. Übersetzt von Daniela Mibus. Wittig Verlag, 2004, ISBN 3-8048-4480-4)

### Texte und Illustrationen

#### Bilderbücher
- New Big Sister (1991)
- New Big House (1992)
- My Little Brother (1992) (dt. Mein Bruder, das Luder. Übersetzt von Abraham Teuter. Alibaba-Verlag, 1992, ISBN 3-86042-114-X)
- Lizzie and Her Friend (1993)
- Lizzie and Her Puppy (1993)
- A Lion at Bedtime (1993)
- Lizzie and Her Dolly (1993)
- Oliver's Alphabets (1993)
- The Snowchild (1994)
- When I'm Big (1994) (dt. Wenn ich gross bin. Übersetzt von Hanns Schumacher. Alibaba-Verlag, 1992, ISBN 3-86042-122-0)
- A Present for Big Pig (1994)
- Willie Bear and the Wish Fish (1995)
- The Snow Lambs (1995)
- Lizzie and Her Kitty (1996)
- Princess and the Pirate King (1996)
- Corragan Is Ordagan (1998)
- Give Him My Heart (1999)
- No Matter What (1999) (dt. So wie du bist. Übersetzt von Jutta Treiber. Betz Verlag, 1999, ISBN 3-219-10802-4)
- Polar Bolero (2000) / Bear's Bedtime Lullaby (2009) (dt. Nachts, wenn die Bären tanzen. Übersetzt von Jutta Treiber. Betz Verlag, 2001, ISBN 3-219-10890-3)
- Flora's Blanket (2001) (dt. Floras Kuscheldecke. Übersetzt von Wolfram Sadowski. Herold Verlag, 2001, ISBN 3-7767-0552-3)
- Tickly Under There (2002)
- Penguin Post (2002)
- Flora's Surprise (2003)
- Flora's Flowers (2003)
- Where Did That Baby Come From? (2004)
- Woodland Tales: Hush Little Chick (2004) (dt. Viel Glück, kleines Küken! Übersetzt von Julia Hofmann. Carlsen Verlag, 2004, ISBN 3-551-16625-0)
- Little Owl's Swim (2004) (dt. Die mutige kleine Eule! Übersetzt von Julia Hofmann. Carlsen Verlag, 2004, ISBN 3-551-16627-7)
- Wake Up Little Rabbit (2004) (dt. Guten Morgen, kleiner Hase! Übersetzt von Julia Hofmann. Carlsen Verlag, 2004, ISBN 3-551-16628-5)
- Woodland Tales: Little Fox's Picnic (2004) (dt. Der schlaue Fuchs. Übersetzt von Julia Hofmann. Carlsen Verlag, 2004, ISBN 3-551-16626-9)
- Goodnight, Baby Bat! (2007)
- Little Bear and the Wish Fish (2008)
- The Trouble with Dragons (2008)
- Stormy Weather (2009) (dt. Und wenn es stürmt. Übersetzt von Beatrice Howeg. Bloomsbury, 2009, ISBN 978-3-8270-5373-2)
- The Scariest Thing Of All (2011)

#### Reihen
Mr. Bear-Bilderbuchreihe
- Mr. Bear Babysits (1994): Herr Bär, der beste Babysitter. Übersetzt von Wolfram Sadowski. Herold Verlag, 1994, ISBN 	3-7767-0564-7
- Mr. Bear's Picnic (1995): Picknick mit Herrn Bär. Übersetzt von Wolfram Sadowski. Herold Verlag, 1995, ISBN 3-7767-0566-3
- Mr. Bear's Picnic (1995): Picknick mit Herrn Bär. Übersetzt von Wolfram Sadowski. Herold Verlag, 1995, ISBN 3-7767-0566-3
- Mr. Bear Says Peek-A-Boo (1996): Guck-Guck. Übersetzt von Georg Bydlinski. Betz Verlag, 1996, ISBN 3-219-10634-X
- Mr. Bear Says Good Night (1996)
  - Gute Nacht. Übersetzt von Georg Bydlinski. Betz Verlag, 1996, ISBN 3-219-10633-1
  - Herr Bär sagt: Gute Nacht! Herold Verlag, 2000, ISBN 3-7767-1052-7
- Mr. Bear Says I Love You (1996)
  - Ich hab dich lieb. Übersetzt von Georg Bydlinski. Betz Verlag, 1996, ISBN 3-219-10632-3
  - Herr Bär sagt: Ich mag dich. Herold Verlag, 2000, ISBN 3-7767-1054-3
- Mr. Bear Says a Spoonful for You (1996)
  - Ein Löffel für dich. Übersetzt von Georg Bydlinski. Betz Verlag, 1996, ISBN 3-219-10635-8
  - Herr Bär sagt: Ein Löffelchen für dich. Herold Verlag, 2000, ISBN 3-7767-1053-5
- Mr. Bear Says Are You There, Baby Bear? (1997)
- Mr. Bear Novelty Book (1997)
- Mr. Bear Says Hello, Baby Bear (1998): Herr Bär sagt: Kuckuck. Herold Verlag, 2000, ISBN 3-7767-1051-9
- Mr. Bear's New Baby (1998): Noch ein Baby für Herrn Bär. Übersetzt von Wolfram Sadowski. Herold Verlag, 1999, ISBN 3-7767-0569-8
- Mr. Bear Says a Little Hush Please (1998): Herr Bär sagt: Pssst, schön leise! Herold Verlag, 1999, ISBN 3-7767-0548-5
- Mr. Bear Says Can I Have a Hug? (1998): Herr Bär sagt: Komm in meine Arme! Herold Verlag, 1999, ISBN 3-7767-0546-9
- Mr. Bear Says Let's Go Outside (1998): Herr Bär sagt: Komm mit nach draußen! Herold Verlag, 1999, ISBN 3-7767-0549-3
- Mr. Bear Says Tickly Under There (1998): Herr Bär sagt: O wie kitzlig! Herold Verlag, 1999, ISBN 3-7767-0547-7
- Mr. Bear's Vacation/Mr. Bear's Holiday (2000): Ein Ferientag mit Herrn Bär. Übersetzt von Wolfram Sadowski. Herold Verlag, 2000, ISBN 3-7767-0551-5
- Where, Oh Where, Is Baby Bear? (2001)
- The Big Mr Bear Storybook (2003)
- Are You There, Baby Bear? (2009)
- Mr. Bear's Birthday (2010)

Pure Dead-Reihe
- Pure Dead Magic (2001): Voll fies verzaubert. Illustriert von Regina Kehn. Übersetzt von Frank Böhmert. Dressler Verlag, 2002, ISBN 3-7915-0739-7
- Pure Dead Wicked (2002): Wild wüst weitergezaubert. Illustriert von Regina Kehn. Übersetzt von Frank Böhmert. Dressler Verlag, 2003, ISBN 3-7915-0740-0
- Pure Dead Brilliant (2003): Locker lässig losgezaubert. Illustriert von Regina Kehn. Übersetzt von Frank Böhmert. Dressler Verlag, 2004, ISBN 3-7915-0741-9
- Pure Deep Trouble (2004)
- Pure Deep Batty (2005)
- Pure Deep Fear (2006)

Witch Baby-Reihe
- Witch Baby and Me (2008)
- Witch Baby and Me Go to School (2009)
- Witch Baby and Me After Dark (2009)
- Witch Baby and Me On Stage (2010)

### Hörbücher
- So wie du bist. Jumbo, 2000, ISBN 3-89592-496-2
- Voll fies verzaubert. Gesprochen von Peter Kaempfe. Audiolino, 2006, ISBN 3-938482-43-5
- Wild wüst weitergezaubert. Gesprochen von Peter Kaempfe. Audiolino, 2006, ISBN 978-3-938482-72-8
- Locker lässig losgezaubert. Gesprochen von Peter Kaempfe. Audiolino, 2007, ISBN 978-3-938482-94-0

## Auszeichnungen
- 1996: in der Auswahlliste von Kate Greenaway Medal für Mr. Bear to the Rescue
- 2003: in der Auswahllisten von Kate Greenaway Medal für Always and Forever
- 2009: Santa Monica Green Prize for Sustainable Literature Award für The Trouble with Dragons[2]
- 2010: Nominierung zu Kate Greenway Medal für The Trouble with Dragons[3]
- Nominierung zum Scottish Arts Council Award
- Nominierung zum Royal Mail Award
- 8× auf der hr2-Bestenliste mit dem Hörbuch Voll fies verzaubert[4]